# 阮尚賓
阮尚賓（1541年—？），字君重，號屏蒼，雲南大理府太和縣民籍，直隸江寧縣人，明朝政治人物。

## 生平
隆慶元年（1567年）丁卯科雲南鄉試第二十名舉人。隆慶五年（1571年）中式辛未科會試第一百二名，三甲第六十五名進士。都察院觀政，授四川阆中县知县，萬曆五年（1577年）行取，升南京大理寺左评事，八年升寺正，降调临江府推官，十年升大理寺左评事，十二年升寺副，十三年恤刑广西，十五年升寺正，十六年累升四川龍安府知府，萬曆二十年（1592年）五月升长芦盐运使，二十二年丁憂歸。

## 家族
曾祖阮俊；祖父阮宏；父阮應文，壽官。母王氏。慈侍下。弟尚賢、尚友。